# Straning-Grafenberg
Straning-Grafenberg è un comune austriaco di 765 abitanti nel distretto di Horn, in Bassa Austria; ha lo status di comune mercato (Marktgemeinde).